# Matteo Priamo
Matteo Priamo (* 20. März 1982 in Castelfranco Veneto) ist ein italienischer Radrennfahrer.

## Werdegang
2005 gewann er die Trofeo Gianfranco Bianchin. Matteo Priamo begann seine internationale Karriere 2006 bei dem italienischen Professional Continental Team Ceramiche Panaria-Navigare. In seiner ersten Saison belegte er bei Tirreno–Adriatico den dritten Platz in der Bergwertung und wurde im Sprint der ersten Etappe des Critérium International 2007 Sechster. Im Jahr 2007 gewann er die zweite Etappe des Circuit de Lorraine. Nachdem er 2008 auf zwei Teilstücken der Türkei-Rundfahrt gesiegt hatte, gewann er nach einer Attacke auf den letzten 12 Kilometern die sechste Etappe des Giro d’Italia.
Am 27. Februar 2009 wurde Priamo wegen Doping und Handel mit Dopingpräparaten als erster Radsportler überhaupt für 4 Jahre durch das Comitato Olimpico Nazionale Italiano (CONI) gesperrt. Er wurde in der vorangegangenen Untersuchung seines Teamkollegen Emanuele Sella von diesem als sein Dealer angegeben. Priamos Sperre wurde vom italienischen Nationalen Anti-Doping-Tribunal (TNA) in Rom aufgehoben und er erhielt ein vorläufiges Startrecht für das Jahr 2009. Das CONI legte dagegen Einspruch vor dem Internationalen Sportgerichtshof (CAS) ein. Am 12. November 2009 entschied der CAS, dass die Sperre rechtens ist. Priamo bleibt somit bis zum 26. Februar 2013 gesperrt. Die erzielten Ergebnisse des Jahres 2009 werden gestrichen.

## Erfolge
2005
- Gran Premio Città di Felino
- Trofeo Gianfranco Bianchin

2007
- eine  Etappe Circuit de Lorraine

2008
- zwei Etappen Presidential Cycling Tour of Turkey
- eine Etappe Giro d’Italia

## Teams
- 2006 Ceramiche Panaria-Navigare
- 2007 Ceramiche Panaria-Navigare
- 2008 CSF Group-Navigare